# Уильямс, Ричи
Ричард «Ричи» Уильямс (англ. Richard "Richie" Williams; 3 июня 1970) — американский футболист и футбольный тренер. Обладатель Золотого кубка КОНКАКАФ 2002.

## Биография

### Игровая карьера

#### Ранние годы
Карьера Уильямса тесно связана с тренером Брюсом Ареной, под руководством которого он впервые тренировался во время учёбы в Виргинсоком университете и в 1991 году в составе студенческой команды «Вирджиния Кавальерс» стал победителем футбольного турнира NCAA. Их пути разошлись, когда Уильямс окончил университет. Зимний сезон 1992-93 он провёл в команде по индор-соккеру «Баффало Близзард», за который сыграл 30 матчей. Весной 1993 года перешёл в клуб одной из низших американских лиг «Ричмонд Кикерс». Позже, в том же году он стал игроком клуба первого дивизиона Шотландии «Эр Юнайтед», за который провёл единственный матч. В 1994 году вернулся в «Ричмонд Кикерс». В 1995 году завоевал с командой Открытый кубок США.

#### MLS
В 1996 году Уильямс был выбран в четвёртом раунде драфта МЛС клубом «Ди Си Юнайтед», главным тренером которого был Брюс Арена. Сезон 1996 был первым розыгрышем MLS. В этом сезоне Уильямс, являвшийся основным игроком команды, вместе с клубом стал первым чемпионом MLS (завоевав Кубок MLS). В том же сезоне выиграл с командой и Открытый кубок США. В дальнейшем «Ди Си Юнайтед» ещё дважды доходил до финала Открытого кубка США, но оба раза проиграл. Также дважды был чемпионом и один раз финалистом Кубка MLS.
Уильямс покинул команду в 2001 году и присоединился к другому клубу MLS, нью-йоркскому «МетроСтарз». За «МетроСтарз» игрок провёл 21 матч, а спустя сезон вернулся в «Ди Си Юнайтед». В 2003 году Уильямс вновь перешёл в «МетроСтарз», где провёл ещё один сезон.
Последние годы карьеры отыграл в клубе USL «Ричмонд Кикерс». Завершил игровую карьеру в 2005 году.

#### Карьера в сборной
Дебютировал за сборную США под руководством Брюса Арены 5 ноября 1998 года в товарищеском матче со сборной Австралии. В 1999 году Уильямс был включён в состав сборной США на Кубок конфедераций 1999. По итогам турнира занял со сборной третье место. 
Также в составе США был участником двух Золотых кубков КОНКАКАФ. В розыгрыше 2000 года дошёл с командой до 1/4 финала, а в 2002 году стал обладателем Кубка, сыграв в том числе в финальном матче со сборной Коста-Рики (2:0).

### Тренерская карьера
Тренерскую карьеру начинал в качестве ассистента в Виргинском университете. В 2006 году тренер Брюс Арена, под руководством которого Уильямс выступал в ряде клубов и сборной США, пригласил его в свой тренерский штаб в «Нью-Йорк Ред Буллз» (бывший «МетроСтарз»). В качестве ассистента Уильямс проработал в команде 5 лет и за это время дважды становился исполняющим обязанности главного тренера клуба. В этом статусе он провёл 6 матчей в сезоне 2006 (выиграл только один) и 8 матчей в сезоне 2009.
В октября 2011 года Уильямс перешёл на работу в качестве главного тренера в сборную США до 18 лет. Спустя три месяца он возглавил сборную до 17 лет., которой руководил до 2015 года. Под его руководство сборная выступала на юношеском чемпионате мира 2015 года, где показала худший результат в своей группе (одно очко в трёх матчах) и не попала в плей-офф. 
В 2015-16 годах был ассистентом в клубе «Реал Солт-Лейк». В начале 2019 года провёл 9 матчей в USL в качестве главного тренера «Лаудон Юнайтед» (фарм-клуб «Ди Си Юнайтед»). В мае того же года в качестве ассистента вошёл в тренерский штаб Брюса Арены в «Нью-Инглэнд Революшн».

## Достижения
«Ричмонд Кикерс»
- Обладатель Открытого кубка США: 1995

«Ди Си Юнайтед»
- Обладатель Кубка MLS: 1996, 1997, 1999
- Обладатель Открытого кубка США: 1996

Сборная США
- Бронзовый призёр Кубка конфедераций: 1999
- Обладатель Золотого кубка КОНКАКАФ: 2002